# جی. لدیارد استبینز
جی. لدیارد استبینز (انگلیسی: G. Ledyard Stebbins؛ ۶ ژانویهٔ ۱۹۰۶ – ۱۹ ژانویهٔ ۲۰۰۰) یک گیاه‌شناس، و نسل‌شناس اهل ایالات متحده آمریکا بود.
وی همچنین برنده جوایزی همچون کمک هزینه گوگنهایم شده است.